# Констанс Тайтус
Констанс Тайтус (англ. Constance Titus, 14 серпня 1873 — 24 серпня 1967) — американський академічний веслувальник.
Бронзовий призер Олімпійських Ігор 1904 року в одиночці.